# Matrice des liaisons
On se situe dans le cadre de l'analyse de données dans lesquelles un ensemble d'individus est décrit par un ensemble de variables. La matrice des liaisons rassemble les indicateurs de liaison entre les variables prises deux à deux. Elle généralise la matrice des corrélations au cas où l’on dispose simultanément de variables quantitatives et de variables qualitatives.

## Contexte
En statistique, il est utile de mesurer l’intensité de la liaison entre deux variables par un indicateur. Le plus connu est le coefficient de corrélation, ou son carré noté classiquement {\displaystyle R^{2}}, calculé entre deux variables quantitatives.

Entre une variable quantitative et une variable qualitative, l’intensité de la liaison est mesurée par le carré du rapport de corrélation (noté classiquement  {\displaystyle \eta ^{2}}).

Entre deux variables qualitatives, les deux indicateurs classiques sont le  {\displaystyle phi^{2}}  (noté  {\displaystyle \phi ^{2}}) et le coefficient  {\displaystyle V} de Cramer.

Lorsque l’on est en présence de plusieurs variables, il est utile de rassembler ces coefficients dans une matrice telle que, à l’intersection de la ligne  {\displaystyle j} et de la colonne  {\displaystyle k}  on trouve la mesure d’intensité de la liaison entre les variables  {\displaystyle j} et  {\displaystyle k}. Ceci est fait couramment lorsque les variables sont toutes quantitatives, auquel cas on calcule la matrice des corrélations.

## Définition
En présence de variables des deux types, une extension de la matrice des corrélations est la matrice des liaisons dans laquelle, à l’intersection de la ligne {\displaystyle j} et de la colonne {\displaystyle k} on trouve :

1. si {\displaystyle j} et {\displaystyle k}  sont quantitatives :  {\displaystyle R^{2}(j,k)}.
2. si {\displaystyle j} est quantitative et {\displaystyle k} qualitative : {\displaystyle \eta ^{2}(j,k)}.
3. si {\displaystyle j} et {\displaystyle k} sont qualitatives : {\displaystyle \phi ^{2}(j,k)}.

La diagonale de cette matrice comporte la valeur 1 si la variable est quantitative et le nombre de modalités moins 1 si la variable est qualitative.

## Exemple numérique
Six individus {\displaystyle (i_{1},...,i_{6})} sont décrits par trois variables quantitatives {\displaystyle (k_{1},k_{2},k_{3})} et trois variables qualitatives {\displaystyle (q_{1},q_{2},q_{3})} ayant respectivement 3, 2 et 3 modalités. À partir des données du tableau 1, on calcule la matrice des liaisons du tableau 2.

|                       | {\displaystyle k_{1}} | {\displaystyle k_{2}} | {\displaystyle k_{3}} | {\displaystyle q_{1}}   | {\displaystyle q_{2}}   | {\displaystyle q_{3}}   |
| --------------------- | --------------------- | --------------------- | --------------------- | ----------------------- | ----------------------- | ----------------------- |
| {\displaystyle i_{1}} | 2                     | 4.5                   | 4                     | {\displaystyle q_{1}}-A | {\displaystyle q_{2}}-B | {\displaystyle q_{3}}-C |
| {\displaystyle i_{2}} | 5                     | 4.5                   | 4                     | {\displaystyle q_{1}}-C | {\displaystyle q_{2}}-B | {\displaystyle q_{3}}-C |
| {\displaystyle i_{3}} | 3                     | 1                     | 2                     | {\displaystyle q_{1}}-B | {\displaystyle q_{2}}-B | {\displaystyle q_{3}}-B |
| {\displaystyle i_{4}} | 4                     | 1                     | 2                     | {\displaystyle q_{1}}-B | {\displaystyle q_{2}}-B | {\displaystyle q_{3}}-B |
| {\displaystyle i_{5}} | 1                     | 1                     | 1                     | {\displaystyle q_{1}}-A | {\displaystyle q_{2}}-A | {\displaystyle q_{3}}-A |
| {\displaystyle i_{6}} | 6                     | 1                     | 2                     | {\displaystyle q_{1}}-C | {\displaystyle q_{2}}-A | {\displaystyle q_{3}}-A |

|                       | {\displaystyle k_{1}} | {\displaystyle k_{2}} | {\displaystyle k_{3}} | {\displaystyle q_{1}} | {\displaystyle q_{2}} | {\displaystyle q_{3}} |
| --------------------- | --------------------- | --------------------- | --------------------- | --------------------- | --------------------- | --------------------- |
| {\displaystyle k_{1}} | 1                     | 0.00                  | 0.05                  | 0.91                  | 0.00                  | 0.00                  |
| {\displaystyle k_{2}} | 0.00                  | 1                     | 0.90                  | 0.25                  | 0.25                  | 1.00                  |
| {\displaystyle k_{3}} | 0.05                  | 0.90                  | 1                     | 0.13                  | 0.40                  | 0.93                  |
| {\displaystyle q_{1}} | 0.91                  | 0.25                  | 0.13                  | 2                     | 0.25                  | 1.00                  |
| {\displaystyle q_{2}} | 0.00                  | 0.25                  | 0.40                  | 0.25                  | 1                     | 1.00                  |
| {\displaystyle q_{3}} | 0.00                  | 1.00                  | 0.93                  | 1.00                  | 1.00                  | 2                     |

## Lecture
Variables quantitatives.
Les variables {\displaystyle k_{2}} et {\displaystyle k_{3}} sont étroitement corrélées entre elles {\displaystyle (R^{2}=.90)}  et non corrélés à {\displaystyle k_{1}}.
Variables qualitatives.
La variable {\displaystyle q_{1}} n’est pratiquement pas liée à {\displaystyle q_{2}} {\displaystyle (\phi ^{2}=.25)} et est liée à {\displaystyle q_{3}} {\displaystyle (\phi ^{2}=1)}. Les variables {\displaystyle q_{2}} et {\displaystyle q_{3}} sont liées {\displaystyle (\phi ^{2}=1)}.
Variables quantitatives et qualitatives.
La variable {\displaystyle k_{1}} est liée uniquement (et étroitement) à {\displaystyle q_{1}} {\displaystyle (\eta ^{2}=.91)}.
Les variables {\displaystyle k_{2}} et {\displaystyle k_{3}} sont liées étroitement à {\displaystyle q_{3}} {\displaystyle (\eta ^{2}=1} ou {\displaystyle .93)} et ne sont pas liées aux deux autres variables qualitatives {\displaystyle (\eta ^{2}\leqslant .4)}.

## Synthèse et visualisation

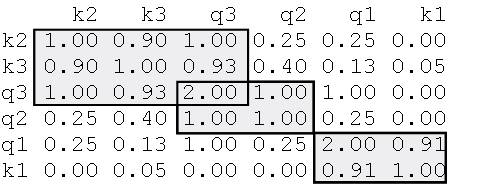
Tableau 3. Tableau 2 dont les lignes et les colonnes ont été réordonnées selon le premier axe de l'AFDM.

De même qu’une matrice des corrélations peut être utilement visualisée par l’Analyse en composantes principales (ACP), une matrice des liaisons peut être utilement visualisée par l’Analyse Factorielle des Données Mixtes (AFDM). En particulier l’AFDM fournit un graphique dit « carré des liaisons », sur lequel les variables quantitatives et qualitatives sont simultanément représentées.
Si l’on réordonne les variables selon le premier axe de l’AFDM, la matrice des liaisons fait apparaître des groupes de variables liées entre elles. Si l’on veut expliciter des groupes, il vaut mieux ne pas imposer à ces groupes d’être disjoints puisqu’une variable qualitative peut être parfaitement liée à deux variables quantitatives non corrélées. 

Dans l’exemple, cela conduit au tableau 3 dans lequel on peut voir trois groupes de variables :

{\displaystyle {k_{2},k_{3},q_{3}}} : ces trois variables caractérisent les individus {\displaystyle i_{1}} et {\displaystyle i_{2}}.

{\displaystyle {q_{3},q_{2}}} : ces deux variables caractérisent les individus {\displaystyle i_{3}} et {\displaystyle i_{4}} (on pourrait aussi ajouter {\displaystyle q_{1}}, liée à {\displaystyle q_{3}} mais pas à {\displaystyle q_{2}}).

{\displaystyle {q_{1},k_{1}}} : ces deux variables opposent les individus {\displaystyle {i_{1},i_{5}}} et {\displaystyle {i_{2},i_{6}}}.

### Ouvrages spécialisés
1. ↑  Dagnélie 1998, p. 222 et suiv.
2. ↑  Saporta 2006, p. 149 et suiv.
3. ↑  Pagès 2002
4. ↑  Pagès 2013, p. 72 et suiv.